# Petting (Gemeinde)

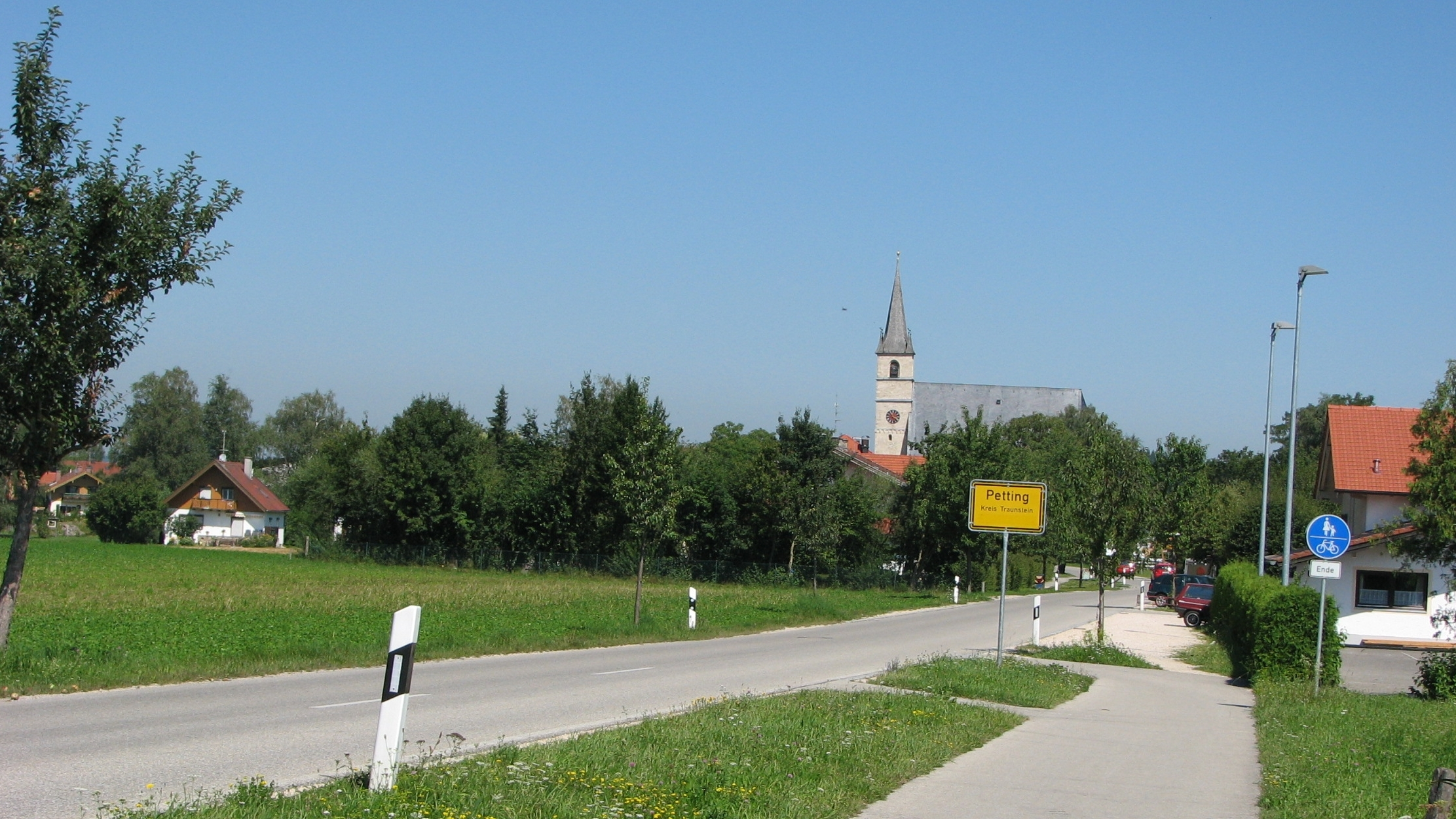
Petting

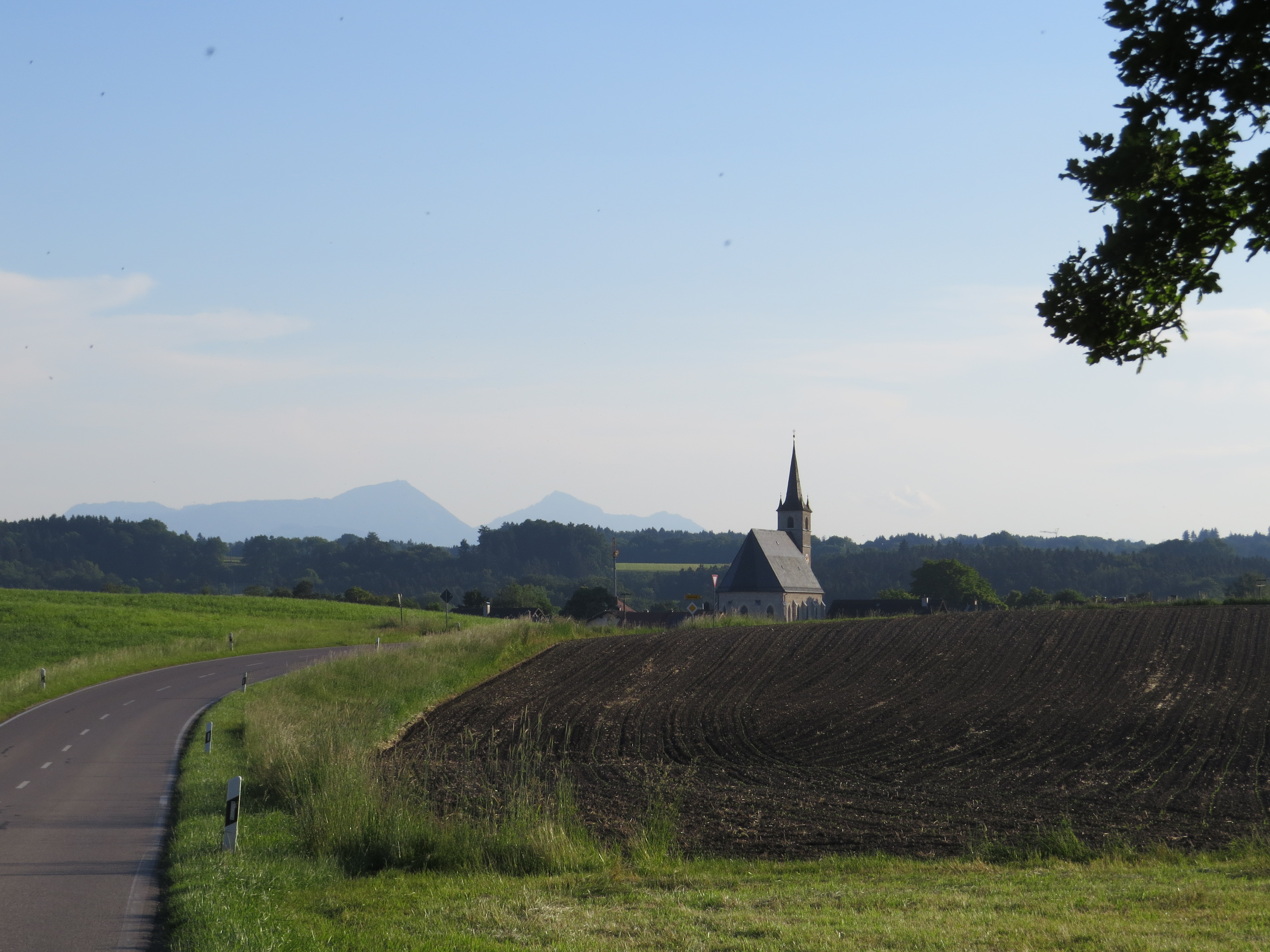
Petting von Osten

Petting ist eine Gemeinde im oberbayerischen Landkreis Traunstein.

## Geografie

### Lage
Petting liegt am Südufer des Waginger Sees im Rupertiwinkel.

### Gemeindegliederung
Die Gemeinde hat 71 Gemeindeteile:
- Neuhaus
- Abfalter
- Aich
- Aichbauer
- Altofing
- Ammerberg
- Aring
- Bildhauer
- Brandhofen
- Damm
- Dornbach
- Eglsee
- Filzhäusl
- Filzschuster
- Filzweber
- Furt
- Gallenbach
- Gilling
- Gröben
- Hainz am See
- Hennhart
- Hintergesselberg
- Hinterpoint
- Holzeck
- Kirchberg
- Kirchhof
- Koppelstadt
- Kraxenest
- Kühnhausen
- Lehen
- Lemperholzen
- Lindenhub
- Mandlberg
- Moosreuth
- Moritz
- Mörnberg
- Mühlberg
- Musbach
- Neu-Gröben
- Neukrämer
- Neuputzham
- Petting
- Pröllner
- Putzham
- Quellgrund
- Reuten
- Ringham
- Scheuerl
- Schönram
- Schweighausen
- Seeberg
- Seehaus
- Seehof
- Seeschneider
- Sondershausen
- Spöck
- Stockach
- Stötten
- Streulach
- Stubern
- Teichting
- Unverzug
- Vordergesselberg
- Walchen
- Wasserbrenner
- Wiedenreut
- Wimm
- Winden
- Wurzenberg
- Zentern
- Zenzl

## Geschichte
Petting, auf einer Anschwemmung aus der letzten Eiszeit errichtet, soll einmal eine Insel gewesen sein, als noch große Flächen unter Wasser standen. Die Insel galt als sicher und geschützt und wurde damals schon bewohnt.
Nach überlieferten Aufzeichnungen bedeutet der Name Petting einen Ort, der dem Zu- und Ablauf des Wassers unterworfen ist.
Der Ort soll bereits um 800 eine Kirche besessen haben, die jedoch um 900 von den Ungarn zerstört wurde.
Auf dem Platz der Kirche stand angeblich die Burg der Edlen von Pettingen. Dieses Edelgeschlecht geht bis in das 6. Jahrhundert zurück. Es wird angenommen, dass die nachkommenden Herren den Namen der Ortschaft jeweils als den ihren annahmen. Ebenso wird vermutet, dass Petting schon zur Zeit der Römer bestanden und den damals gleichlautenden Namen geführt hat.
Urkundlich noch weiter zurückverfolgen lässt sich die Geschichte des Gemeindeteiles Ringham, welcher nach dem salzburgischen Güterverzeichnis des Bischofs Arno, der sogenannten „Notitia Arnonis“ bereits 788 bestanden hat.
Urkundlich wurde der Ort erstmals 1048 als „Pettinga“ erwähnt. Im Jahre 1335 wird die Pfarre Petting dem Kloster St. Zeno in Reichenhall inkorporiert. Petting war Sitz einer Obmannschaft des Erzstifts Salzburg und fiel bei der Säkularisation 1803 an den Erzherzog Ferdinand von Toskana, 1805 an Österreich, welches Petting 1810 an das Königreich Bayern abtreten musste. Petting wurde dann durch das Gemeindeedikt von 1818 eine selbständige politische Gemeinde.
Am 1. Juli 1971 schloss sich die Gemeinde Ringham der Gemeinde Petting an, deren Gemeindeverwaltung früher schon in der Gemeindekanzlei Petting untergebracht war. Um eine Eingemeindung im Zuge der bayerischen Gebietsreform zu vermeiden, ging Petting 1978 eine Verwaltungsgemeinschaft mit Waging a. See, Taching und Wonneberg ein. Nach intensiven Bemühungen konnte Petting zum 1. 
Januar 1986 die Verwaltungsgemeinschaft Waging am See wieder verlassen.
Quelle
| Jahr      | 1840 | 1900 | 1950 | 1961 | 1970 | 1987 | 1988 | 1991 | 1995 | 2000 | 2005 | 2010 | 2015 | 2020 |
| --------- | ---- | ---- | ---- | ---- | ---- | ---- | ---- | ---- | ---- | ---- | ---- | ---- | ---- | ---- |
| Einwohner | 1058 | 1178 | 2085 | 1606 | 1727 | 1891 | 1918 | 1998 | 2138 | 2285 | 2338 | 2317 | 2321 | 2237 |

## Politik

### Gemeinderat und Bürgermeister
Der Gemeinderat besteht aus 14 Gemeinderäten. Nach der Kommunalwahl am 15. März 2020 verteilen sich die Sitze wie folgt:
- Freie Wählergemeinschaft: 7 Sitze (47,86 %)
- CSU: 5 Sitze (36,55 %)
- Grüne Liste: 2 Sitze (15,59 %).

Die Wahlbeteiligung betrug 72,22 %.
Erster Bürgermeister ist zurzeit Karl Lanzinger (CSU), der bei den Kommunalwahlen am 2. März 2008 mit 92,5 % Zustimmung (ohne Gegenkandidaten) gewählt wurde. Er wurde im März 2014 im Amt bestätigt, ebenso (mit 86,4 % der Stimmen) am 15. März 2020.

### Gemeindefinanzen
Im Jahr 2009 betrugen die Gemeindesteuereinnahmen 1,132 Millionen €, davon waren 288.000 € (netto) Gewerbesteuereinnahmen.

### Wappen
| Wappen Gde. Petting | Blasonierung: „In Blau unter einer silbernen Wellenleiste, zwei schräg gestellte silberne Fische.“ |
| Wappen Gde. Petting | Wappenbegründung: Aufgrund der historisch sehr engen Verbindung zum Kloster Sankt Zeno in Bad Reichenhall werden in das Gemeindewappen zwei schräg gestellte silberne Fische als Bild des seit 1416 geführten Stiftswappen, zwei silberne Fische im roten Feld, übernommen. Eine Wellenleiste, das Symbol für Wasser, dient als Hinweis auf den Waginger See, der an das Gemeindegebiet angrenzt. Die offizielle Wappenführung besteht seit 1977. |

Die Gemeindeflagge ist Blau-Weiß-Blau.

## Sehenswürdigkeiten

### Naturschönheiten
- Waginger See
- Schönramer Filz

### Bauwerke

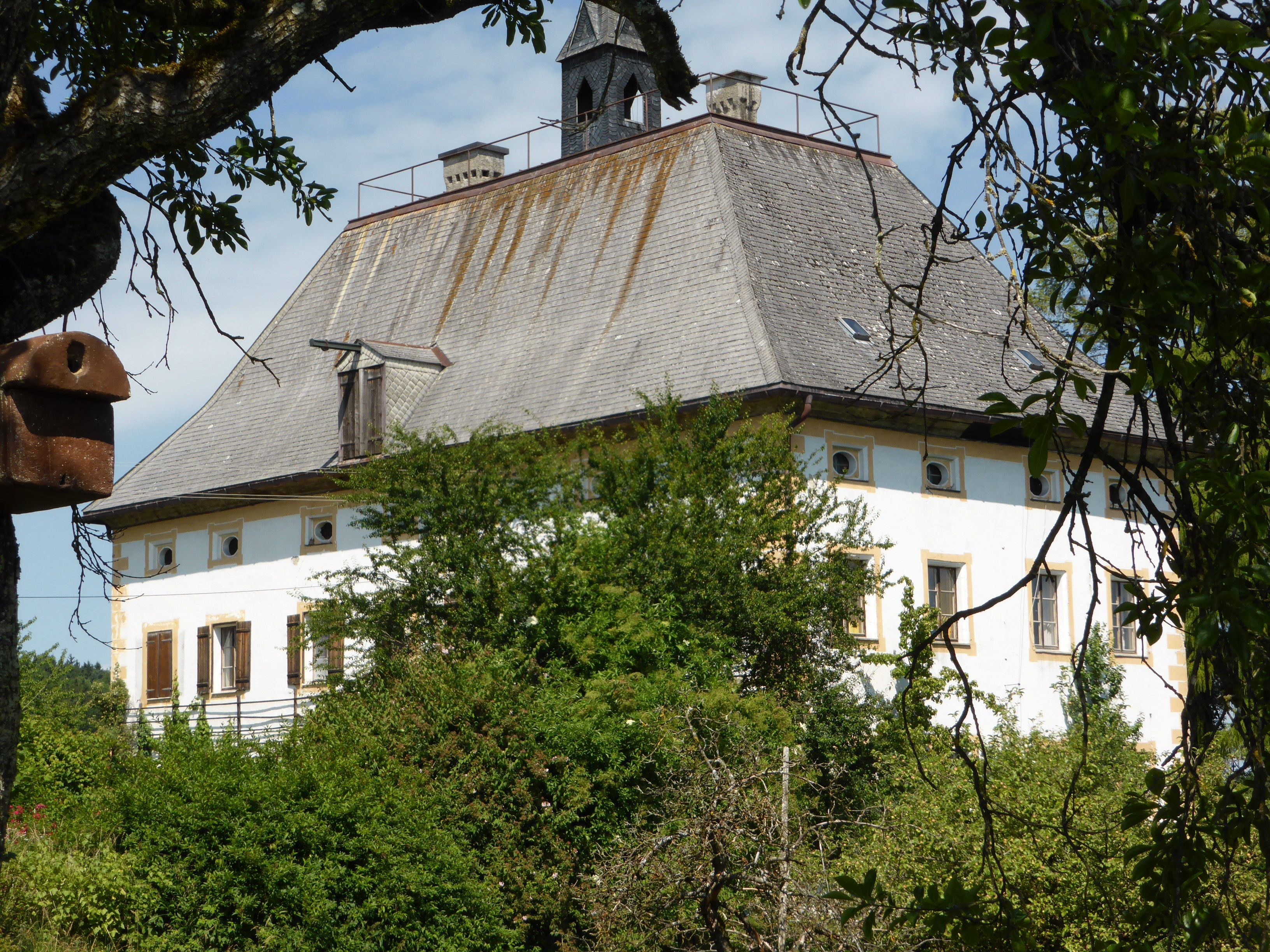
Schloss Seehaus

#### Schloss Seehaus am Weidsee
Das Schloss Seehaus mit spätgotischer Hauskapelle liegt direkt am von einem Schilfgürtel umgebenen Weidsee inmitten des Landschaftsschutzgebietes Weidsee.
Im Mittelalter war Seehaus eine Burg im Besitz der Grafen von Thann, die um 1280 dem Erzbischof Rudolf von Salzburg übereignet wurde. Für das Erzstift Salzburg war sie Wachposten an der mittelalterlichen „Unteren Salzstraße“, die über Waging und Altenmarkt nach Wasserburg und weiter nach München ging. Von Seehaus wurde die Durchfuhr des Reichenhaller und Berchtesgadener Salzes überwacht und Maut für das Erzstift erhoben.
Im Jahre 1479 wurden Kostenamt und Patronalgericht von Petting nach Seehaus verlegt, letzteres hob man 1804 auf. Gegen Ende des 15. Jahrhunderts baute man die Burg zu einem kleinen Schlösschen, das den Salzburger Erzbischöfen als Sommerresidenz diente.
Im Jahre 1600 erneuerte Erzbischof Wolf Dietrich von Raitenau den Hauptbau und übereignete Schloss Seehaus seiner heimlichen Gemahlin Salome Alt. Das Schlösschen ging nach 1614 wieder in den Besitz des Salzburger Domkapitels über.
Jetzt befindet sich das Schloss in Privatbesitz und ist nicht zu besichtigen.

#### Kirchen
Die ursprünglich spätgotische Kirche mit ihrem teilweise romanischen Turm und Netzgewölbe ist Johannes dem Täufer geweiht. Sie wurde erstmals um die Wende des 15. Jahrhunderts erwähnt. Die erste gotische Einrichtung ist verschwunden, von der späteren Barockeinrichtung stehen heute nur noch drei Statuen: der hl. Rupertus mit dem Salzfass, der hl. Virgilius mit dem Salzburger Dom, und die hl. Maria. Im 19. Jahrhundert wurde die Kirche neugotisch ausgestattet.
Nebenkirchen von Petting befinden sich in Kirchhof und Kirchberg sowie in Reichersdorf, das dem heutigen Hausnamen des zugehörigen Hofgutes nach früher als Pfarrhof gedient haben muss. Kirchberg, eine angeblich romanische Kirche mit großem Friedhof, die in alten Urkunden als ehemalige Pfarrkirche erwähnt wird, lag an einer Römerstraße und bestand bereits im 7. Jahrhundert. Während des Ungarneinfalls um 900 soll sie dem Bischof von Salzburg als Zufluchtsort gedient haben. Die heutige Filialkirche Mariä Himmelfahrt in Kirchhof ist eine spätgotische Saalkirche aus dem 15. Jahrhundert.

### Vereine
Der Ort ist von zahlreichen Vereinen wie einem Sportverein, Schützenverein, Trachtenverein, Fischerverein, Musikverein, Seglerverein geprägt, bei denen die Jugendarbeit meist eine sehr wichtige Rolle spielt.

## Wirtschaft und Infrastruktur

### Wirtschaft und Landwirtschaft
2017 gab es in der Gemeinde 372 sozialversicherungspflichtige Arbeitsplätze. Von der Wohnbevölkerung standen 930 Personen in einem versicherungspflichtigen Beschäftigungsverhältnis. Damit war die Zahl der Auspendler um 558 Personen größer als die der Einpendler. 20 Einwohner waren arbeitslos. 2016 gab es 77 landwirtschaftliche Betriebe.
Eine regional sehr bekannte Brauerei ist die vom Landwirt Jakob Köllerer 1780 gegründete Private Landbrauerei Schönram.

### Tourismus
Das nahe den Alpen und bei Salzburg gelegene Petting ist insbesondere in den Sommermonaten ein Ziel meist deutscher Touristen. 2017 wurden in der amtlichen Statistik insgesamt 17.928 Übernachtungen erfasst, davon 16.982 aus dem Inland und 946 aus dem Ausland.

### Bildung
2018 gab es folgende Einrichtungen:
- Im Kindergarten mit 87 genehmigten Plätzen wurden 92 Kinder von 14 Personen betreut.
- In der Volksschule werden von vier Lehrern in vier Klassen 75 Schüler unterrichtet.

## Sonstiges
In dem im Jahre 1999 erschienenen Buch Silentium von Wolf Haas (sowie im gleichnamigen Film von Wolfgang Murnberger aus dem Jahr 2004) besteht ein Roter Faden der Geschichte darin, dass Detektiv Brenner eine Notiz „Petting 69“ findet und diverse Personen nach der möglichen Bedeutung befragt, deren Assoziation aber immer Petting als Sexualpraktik ist und pikierte Reaktionen hervorruft. Schließlich findet er doch heraus, dass die Notiz eine (in der notierten Form in der Realität nicht vorhandene) Adresse darstellt, und sucht diese auf, um festzustellen, dass in dem Haus doch sexuelle Dienste für die Hauptdarsteller von Salzburger Operninszenierungen geleistet werden.